# Poincaré-Dualität
Die Poincaré-Dualität, benannt nach Henri Poincaré, ist in der algebraischen Topologie ein grundlegender Zusammenhang zwischen der Homologie und der Kohomologie von orientierbaren Mannigfaltigkeiten.

## Aussage
Sei {\displaystyle M} eine n-dimensionale geschlossene orientierbare Mannigfaltigkeit und {\displaystyle k\in \mathbb {N} } eine natürliche Zahl, dann ist die k-te singuläre Kohomologiegruppe {\displaystyle H^{k}(M)} isomorph zur (n − k)-ten singulären Homologiegruppe {\displaystyle H_{n-k}(M)}. Der Isomorphismus wird durch das Cap-Produkt mit der Fundamentalklasse {\displaystyle \left[M\right]\in H_{n}(M)} realisiert.
Insbesondere gilt damit für die Betti-Zahlen {\displaystyle b_{k}=b_{n-k}}.

## Geschichte
Die Identität {\displaystyle b_{k}=b_{n-k}} wurde zuerst 1893 von Poincaré behauptet. 1895 gab er einen Beweis in Analysis Situs, wobei er Betti-Zahlen zunächst über Ketten von Untermannigfaltigkeiten (statt wie in seinen späteren Arbeiten über Ketten von Simplizes) definierte und zum Beweis Schnittzahlen von Untermannigfaltigkeiten benutzte. In den Addenda zu Analysis Situs definierte er Homologie als simpliziale Homologie triangulierter Mannigfaltigkeiten (diskutierte aber nicht ihre Unabhängigkeit von der Triangulierung) und gab dann den heute üblichen Beweis des Dualitätssatzes über duale Triangulierungen.

## Glatte Mannigfaltigkeiten
Ist die Mannigfaltigkeit zusätzlich noch glatt, dann gibt es neben der singulären Kohomologie auch die De-Rham-Kohomologie. Nach dem Satz von de Rham sind die entsprechenden singulären Kohomologie- und De-Rham-Kohomologiegruppen isomorph. Mit {\displaystyle {\mathcal {A}}^{k}(M)} wird der Raum der k-Differentialformen bezeichnet. Der Hodge-Stern-Operator
{\displaystyle {\begin{aligned}\star \colon {\mathcal {A}}^{k}(M)\to {\mathcal {A}}^{n-k}(M)\end{aligned}}}
induziert für jedes {\displaystyle k\in \mathbb {N} } einen Isomorphismus {\displaystyle H_{\operatorname {dR} }^{k}(M)\to H_{\operatorname {dR} }^{n-k}(M)} zwischen den De-Rham-Kohomologiegruppen. Folgendes Diagramm kommutiert also:
{\displaystyle {\begin{array}{rcl}{\mathcal {A}}^{k}(M)&\longrightarrow &H_{dR}^{k}(M)\\\star {\big \downarrow }\cong &&\cong {\big \downarrow }\scriptstyle \operatorname {Poinc.} \\{\mathcal {A}}^{n-k}(M)&\longrightarrow &H_{dR}^{n-k}(M)\end{array}}}